# Félix Chappottín
Félix Chappottín (né à La Havane le 31 mars 1907, mort à La Havane le 21 décembre 1983 à l'âge de 76 ans) est un trompettiste et directeur d'orchestre de musique cubaine (en particulier le son cubain et la guaracha).
Il commence sa carrière en 1918 comme musicien de la banda des enfants de Guanajay, où il joue du tuba et de la trompette. 
En 1927, il rejoint le Sexteto/Septeto Habanero et ensuite le groupe Munamar. Ensuite il intègre le groupe d'Arsenio Rodríguez, dont il prend la direction lorsqu'Arsenio part pour New York. 
En 1950, il complète le Conjunto Todos Estrellas avec Luis Martínez Griñan Lilí au piano, Pepín Vaillant, Aquilino Valdés et Cecilio Serviz, aux trompettes, Sabino Peñalver à la contrebasse, Félix Alfonso Chocolate aux congas, Antolín Suárez Papa – kila aux bongos, Ramón  Cisneros Liviano au tres.
Parmi ses compositions célèbres : El que no tiene no vale, Nicolás corrió, Oye como dice, Mentiras criollas, Nunca intentes volver, La chica tiene imán, Mariquita y Chicharrones y Yo sí como candela.